# جورج هاوس (سياسي)
جورج هاوس (بالإنجليزية: George House)‏ هو سياسي أمريكي، ولد في 20 نوفمبر 1929، وتوفي في 14 يوليو 2016. انتخب عضو جمعية ولاية كاليفورنيا.